# 姆維拉州

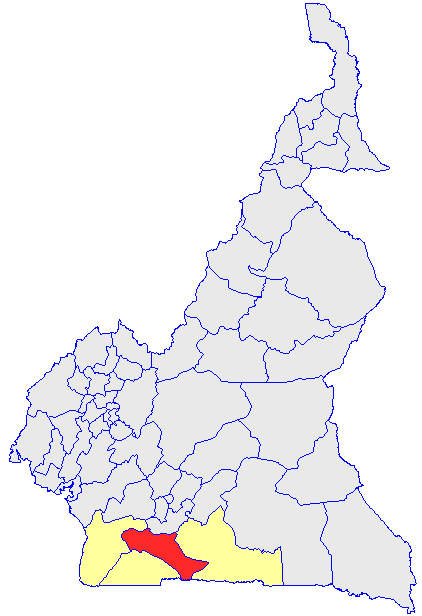

姆維拉州（法語：Mvila），是喀麥隆的58個州份之一，位於該國南部，由南部區負責管轄，東面是賈-洛博州，面積8,697平方公里，2001年人口163,826，人口密度每平方公里18.8人。